# Nouvelle Europe Z
Nouvelle Europe Z (née le 2 mai 2004) est une jument baie du stud-book Zangersheide, montée en saut d'obstacles par la cavalière suisse Faye Schoch, puis par le Brésilien Álvaro de Miranda Neto de 2014 à 2016. 

## Histoire

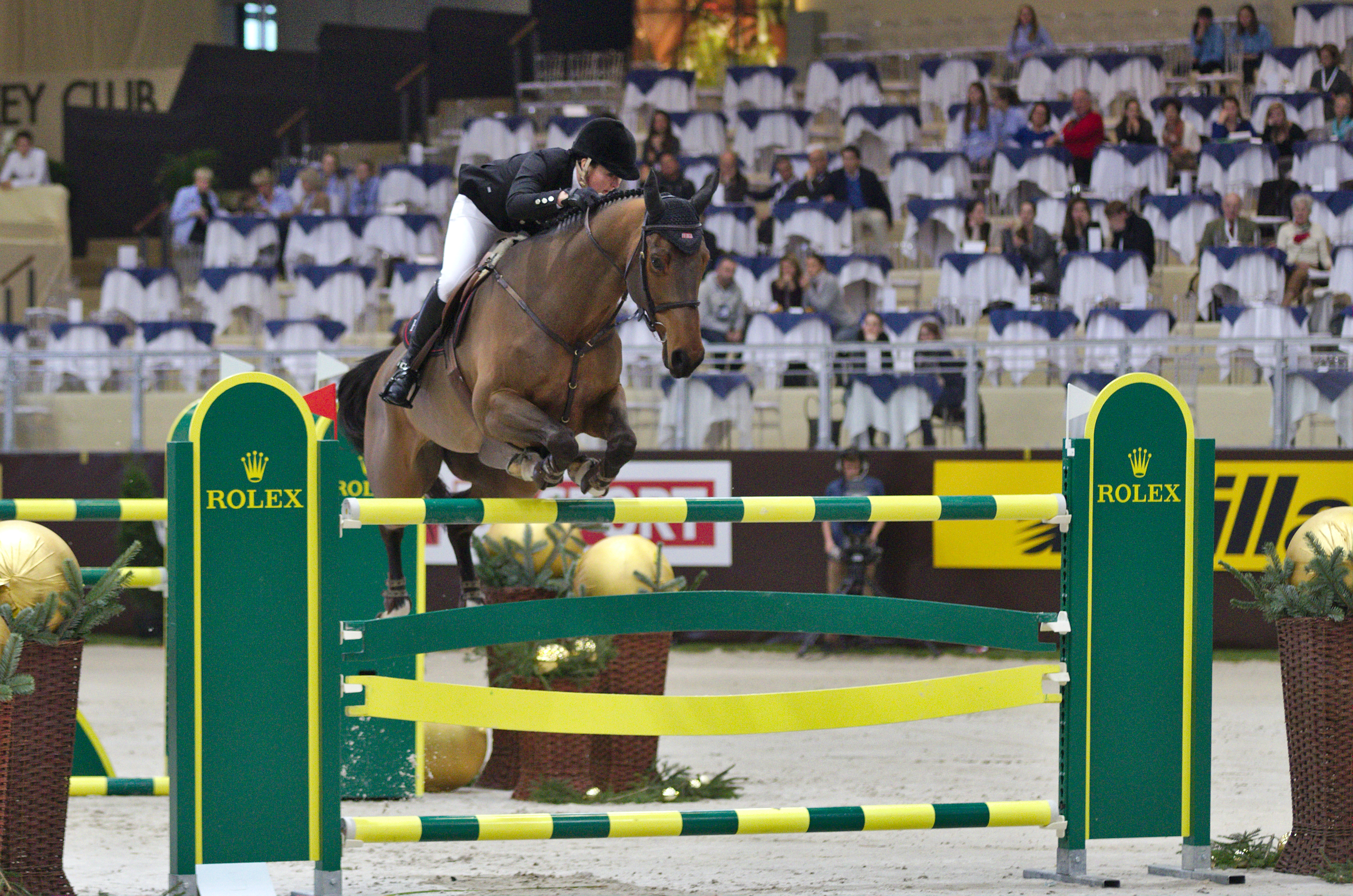
Nouvelle Europe Z montée par Faye Schoch au concours hippique international de Genève de 2013.

Elle naît le 2 mai 2004 à l'élevage de la famille Sneijers, aux Pays-Bas. Elle est acquise par la cavalière fribourgeoise Faye Schoch, qui remporte avec elle quelques Grands Prix en 2013 et début 2014.
En avril 2014, à l'âge de 10 ans, Nouvelle Europe Z est vendue au cavalier brésilien Álvaro de Miranda Neto, dit Doda de Miranda ; Faye Schoch avait au préalable refusé plusieurs offres d'achat pour sa jument. Le Brésilien vise alors une participation aux Jeux équestres mondiaux de 2014. En 2016, Doda de Miranda confie vouloir prendre plus de risques avec sa jument pour remonter dans le classement de la Fédération équestre internationale.

## Description
Nouvelle Europe Z est une jument de robe baie, inscrite au stud-book du Zangersheide. Elle est surnommée « Nounou ». Doda de Miranda la décrit comme une jument très compétitive, qui se donne beaucoup à son cavalier.

## Palmarès
- Mai 2014 : Vainqueur du CSI3* de Magna Racino en Autriche[7]
- Juillet 2014 : 2e du CSIO5* d'Aix la Chapelle à 1,50 m et 1,55 m[8]
- Novembre 2014 : 2e du CSI5*-W de Stuttgard, à 1,50 m[9]
- Décembre 2014 : Vainqueur du Longines Speed Challenge aux Gucci Paris Masters, à 1,45 m[10]
- Février 2016 : Vainqueur du Grand Prix du CSI5* de Wellington, à 1,45 m[11],[1].

## Pedigree
Nouvelle Europe Z est une fille de l'étalon Nelson Z et de la jument Orange-Fire, par Jimtown. 
| Origines de Nouvelle Europe Z                  | Origines de Nouvelle Europe Z | Origines de Nouvelle Europe Z | Origines de Nouvelle Europe Z |
| ---------------------------------------------- | ----------------------------- | ----------------------------- | ----------------------------- |
| Père Nelson Z 1997 - Zangersheide Gris, 1,74 m | Nureyev 1990 - Holsteiner     | Carolus I 1986 Holsteiner     | Capitol I                     |
| Père Nelson Z 1997 - Zangersheide Gris, 1,74 m | Nureyev 1990 - Holsteiner     | Carolus I 1986 Holsteiner     | Lacq                          |
| Père Nelson Z 1997 - Zangersheide Gris, 1,74 m | Nureyev 1990 - Holsteiner     | Ariosa 1986 Holsteiner        | Rocadero                      |
| Père Nelson Z 1997 - Zangersheide Gris, 1,74 m | Nureyev 1990 - Holsteiner     | Ariosa 1986 Holsteiner        | Udena                         |
| Père Nelson Z 1997 - Zangersheide Gris, 1,74 m | Renata La Silla 1982 - KWPN   | Ramiro Z 1965 Holsteiner      | Raimond                       |
| Père Nelson Z 1997 - Zangersheide Gris, 1,74 m | Renata La Silla 1982 - KWPN   | Ramiro Z 1965 Holsteiner      | Valine                        |
| Père Nelson Z 1997 - Zangersheide Gris, 1,74 m | Renata La Silla 1982 - KWPN   | Tanja 1977 KWPN               | Pantheon                      |
| Père Nelson Z 1997 - Zangersheide Gris, 1,74 m | Renata La Silla 1982 - KWPN   | Tanja 1977 KWPN               | Ianja                         |
| Mère Orange-Fire 1996 - KWPN Bai, 1,67 m       | Jimtown 1991 - KWPN           | Darco 1980, BWP               | Lugano van La Roche           |
| Mère Orange-Fire 1996 - KWPN Bai, 1,67 m       | Jimtown 1991 - KWPN           | Darco 1980, BWP               | Ocoucha                       |
| Mère Orange-Fire 1996 - KWPN Bai, 1,67 m       | Jimtown 1991 - KWPN           | Wulia 1980, KWPN              | Amor                          |
| Mère Orange-Fire 1996 - KWPN Bai, 1,67 m       | Jimtown 1991 - KWPN           | Wulia 1980, KWPN              | Nicula                        |
| Mère Orange-Fire 1996 - KWPN Bai, 1,67 m       | Tanja 1977 - KWPN             | Pantheon 1958, Pur-sang       | Borealis                      |
| Mère Orange-Fire 1996 - KWPN Bai, 1,67 m       | Tanja 1977 - KWPN             | Pantheon 1958, Pur-sang       | Palazzo                       |
| Mère Orange-Fire 1996 - KWPN Bai, 1,67 m       | Tanja 1977 - KWPN             | Ianja 1967, KWPN              | Farn                          |
| Mère Orange-Fire 1996 - KWPN Bai, 1,67 m       | Tanja 1977 - KWPN             | Ianja 1967, KWPN              | Tolli                         |